# Sitzordnung
Eine Sitzordnung ist die organisierte Anordnung der Besetzung von Sitzplätzen bei Veranstaltungen.
Sie stellt u. a. die Bedeutung (Stellung) von Personen im Gesamtgefüge, z. B. Honoratioren dar. Eine besondere Sitzordnung ist die Westfälische Reihe, die bei Diskutanten konfliktlösend wirken soll.

## Gericht
In Gerichten und Plenen existiert seit Jahrhunderten eine feste Sitzordnung. In Deutschland gilt für die Sitzordnung bei Gericht folgendes: Frontal zum Zeugenstand und zu den Prozessbeobachtern sitzt das Richterkollegium („das Gericht“) samt den Ehrenamtlichen Richtern und Beisitzern und dem Protokollführer. Im Strafprozess sitzen der Angeklagte und sein Verteidiger traditionsgemäß auf der Türseite, der Sitzungsvertreter der Staatsanwaltschaft und eventuell ein Nebenkläger oder die Jugendgerichtshilfe auf der Fensterseite. Zur Begründung wird oft auf die Fluchtgefahr auf der Fensterseite und auf den Lichteinfall verwiesen. Im Zivilprozess besteht bei einigen Gerichten bzw. bei einigen Richtern traditionsgemäß eine Sitzordnung für Kläger und Beklagten, bei anderen ergibt sich die Sitzweise spontan. Überwiegen dürfte jedoch eine Sitzordnung dahingehend, dass der Kläger auf der vom Richter aus gesehenen linken Seite, der Beklagte dagegen auf der rechten Seite sitzt. Jedoch wird dies in verschiedenen Gerichtsbezirken mitunter auch abweichend gehandhabt.

## Diplomatie
Bei diplomatischen Empfängen ist die Sitzordnung von erheblicher Bedeutung für das Protokoll (protokollarische Rangordnung), da sie die geladenen Persönlichkeiten entsprechend ihrer Rangordnung im Sinne des Gastgebers zum Ausdruck bringt.

## Mahlzeiten
Im Zusammenhang mit einem Dîner oder anderen feierlichen Mahlzeiten ist heute auch noch der aus dem Französischen stammende Ausdruck Placement gebräuchlich. Dabei wird die Sitzordnung mit Tischkarten, Listen oder Übersichtstafeln markiert.

## Sonstige
Bei Hofe, bei Konferenzen (Studentenverbindungen, Bruderschaften, supranationale Organisationen etc.) sowie in der katholischen und evangelischen Kirche (Diakone, Priester, Äbte, Bischöfe usw.) gibt es ebenfalls Sitzordnungen.